# Jan Moerman
Jan Moerman (Antwerpen, 1850 – Berchem, 1896) was een Belgisch kunstschilder.

## Levensloop
Hij was leerling van de Antwerpse schilder Piet Van der Ouderaa. Hij schilderde realistische genretafereeltjes. Veelal zijn het rustige herberginterieurs gestoffeerd met personages die keuvelen, kranten lezen, kaartspelen of vogelpikken. Met veel zorg schilderde Moerman alle details van die interieurs: de toog, het glazen- en flessenrek achter de waard(in) en ander meubilair, de reclameborden en de notariële affiches voor openbare verkopingen aan de wand… Het oeuvre is nogal stereotiep. Maar zijn tafereeltjes bieden nu een schat aan informatie over de herbergcultuur in Vlaanderen tijdens het laatste kwart van de 19de eeuw. Verder schilderde hij ook wijnkeldertafereeltjes en buitenluchtscènes zoals zondagshengelaars aan de rivieroever.